# Rückwärtsschnitt

Winkelmessung und Peripheriewinkelkreise

Der ebene Rückwärtsschnitt ist eine trigonometrische Methode zur Landvermessung. Dabei werden die Koordinaten eines Neupunktes N durch drei Punkte A, B und C mit bekannten Koordinaten bestimmt, wenn die Horizontalwinkel ANB = φ und BNC = ψ (gesehen von N aus) bekannt sind.
Diese Winkel können aus den drei Richtungsmessungen im Neupunkt N zu den Punkten A, B, C berechnet werden. Durch Schneiden der beiden Peripheriewinkelkreise (siehe Peripheriewinkelsatz) mit den Winkeln φ (über der Sehne AB) und ψ (über der Sehne BC) ergibt sich die Lösung.

## Erfinder
Die Aufgabe des ebenen Rückwärtsschnitts heißt auch Pothenotsche Aufgabe nach Laurent Pothenot; jedoch veröffentlichte vor diesem bereits Willebrord van Roijen Snell (Snellius) Anfang des 17. Jahrhunderts eine Lösung. Deswegen sprechen manche Autoren auch von der Snellius-Pothenotschen Aufgabe. Numerische Lösungsverfahren für diese Aufgabe wurden unter anderem auch von Cassini, Abraham Gotthelf Kästner, Collins, Carl Friedrich Gauß und Ansermet vorgeschlagen.

## Gefährlicher Kreis

Gefährlicher Kreis.

Der Rückwärtsschritt versagt, wenn die Punkte A, B, C, N auf einem Kreis liegen. Dann liegen die beiden Peripheriewinkelkreise aufeinander und ergeben keinen Schnittpunkt. In der Abbildung rechts liegt der Punkt A nahezu auf dem Kreisbogen von C-B-N. Messfehler verschmieren die genaue Lage der Kreise. Statt eines eindeutigen Schnittpunkts bei N erhält man bei zeichnerischer Konstruktion einen Schnittbereich N'-N'. Diesen Fall nennt man einen gefährlichen Kreis.
Erfahrene Geodäten werden diese Anordnung vermeiden (konkret soll der Winkel zwischen den beiden Kreisen mindestens 30° betragen), da die dort zu erwartenden Messfehler Standortfehler von einigen Zentimetern bis Metern bewirken.